# 청주 상당산성
청주 상당산성(淸州 上黨山城)은 삼국시대 백제가 쌓은 산성이다. 1970년 10월 1일 대한민국의 사적 제212호로 지정되었다.

## 개요
상당산성은 둘레가 4.1km, 높이 3~4m, 면적이 704,609m2에 달하는 포곡식 석축 산성이다.
상당이라는 명칭은 백제 때 청주의 지명인 상당현에서 유래한 것으로 보인다. 남문 밖에서 발견된 옛 기와의 명문을 통해 통일신라의 서원경과 관련되었음을 알 수 있다. 이후 고려시대를 거쳐 조선시대에 이르기까지 영호남과 서울로 통하는 통로를 방어하는 요충지로 크게 주목받았다. 특히 임진왜란을 거쳐 조선시대 후기에 이르러 군사적 중요성이 더욱 강조되었다.
충청도의 군사 책임자인 병마절도사는 청주읍성에 있었으며, 그 배후인 성당산성에는 병마우후를 두어 방어하게 하였다.
상당산성에는 대략 3,500명의 병력과 승군이 배속되어 산성의 유지와 보수를 담당하였다.
지금의 모습은 임진왜란 중인 선조 29년(1596년)에 수축된 이후 숙종 42년(1716년)부터 영조 23년(1747년)까지 대대적으로 개축되었다. 이때 성벽 축조는 물론 성내에 구룡사 및 남악사와 장대사의 3개 사찰과 암문이 마련되었으며, 관아건물과 장대·포루·창고 등이 완성되어 면모를 갖추었고 이후에도 계속 보수되었다.
현재 상당산성은 동문·서문·남문의 3개문과 동암문·남암문의 2개 암문, 치성 3개소, 수구 3개소가 남아 있다.
신라시대 김유신 장군의 아버지가 30만 명의 병력으로 쌓았다고도 하며, 따라서 김유신 장군의 전적지인 낭비성이라는 설도 전해진다.

## 역사

### 조선시대
상당산성이 임진왜란 중인 선조 29년(1596)에 수축된 이후, 숙종 42년(1716년)에서 45년(1719년)까지 충청병사 유성추와 그 후임 이태망 등의 감독으로 대대적으로 성벽에 대한 개축이 이루어졌고, 이듬해에는 성내에 구룡사와 남악사의 2개 사찰과 암문이 마련되었다는 것이 성문 무사석의 기록에 남아 있다. 그 후 여러 번의 수축이 이루어져 성내의 여러 시설인 관아사, 군기고, 창고, 수구, 장대, 포루 등이 완성되었다.

### 대한민국
현재 상당산성에는 동문인 진동문(鎭東門), 서문인 미호문(弭虎門), 남문인 공남문(控南門)의 3개 문과 동암문 남암문의 2개 암문, 치성 3개소, 수구 3개소가 있는데, 1977년부터 1978년까지 정비공사로 동·남문루와 동문이 재건되었고 1992년 말에는 동장대 역할을 했던 동화정(棟和亭)도 재건되었다. 또한 1995년도의 발굴조사로 서장대 역할을 했던 제승당(制勝堂)의 규모(15평)와 위치가 확인되었다. 현재의 저수지는 본래의 수문이 홍수로 없어진 후 1943년에 만든 것이다. (추정)

#### 진동문

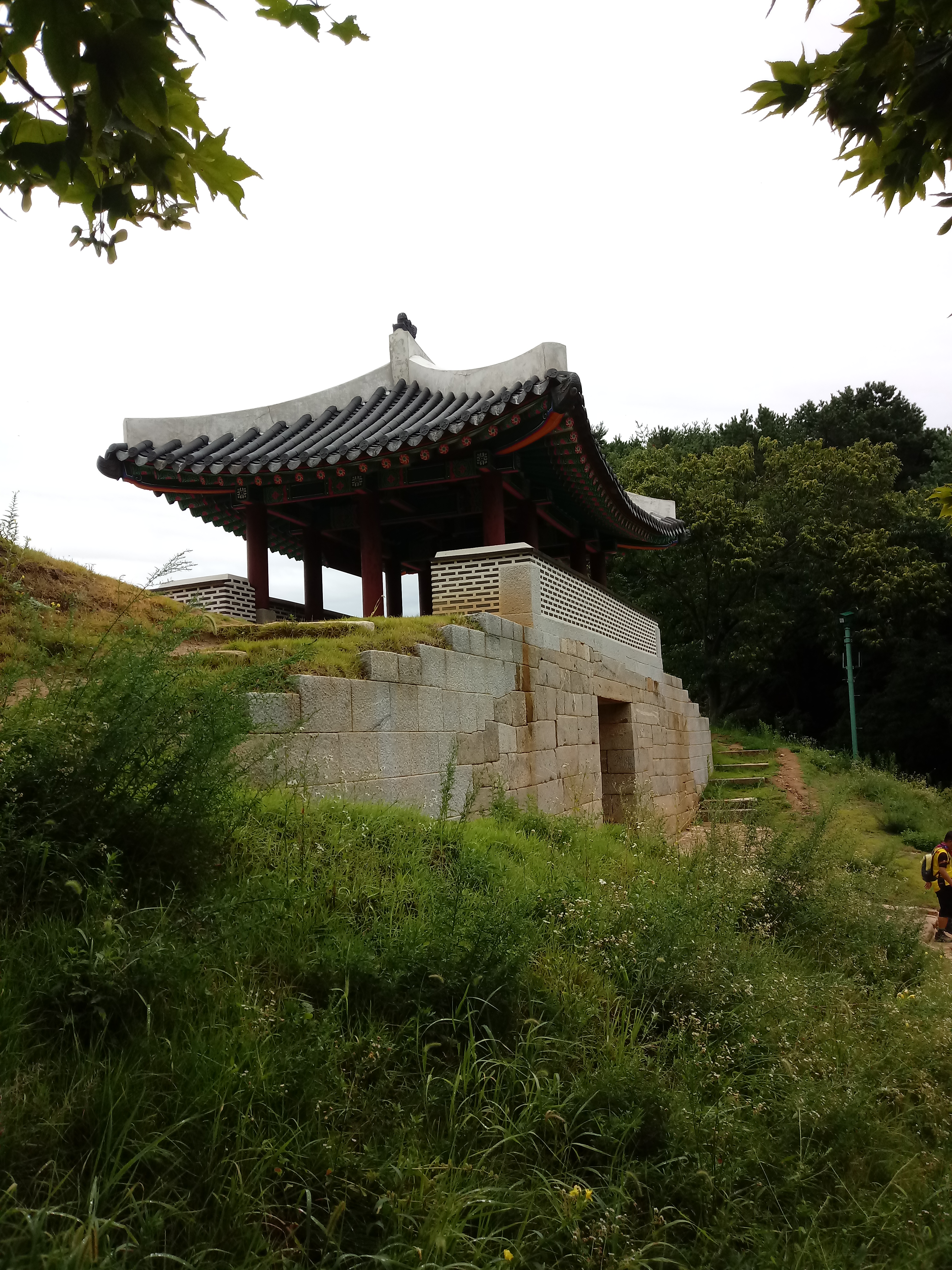
상당산성 동문

## 성의 시설 및 건축물

### 성문

#### 미호문
서문인 미호문은 조선후기에 새로 다시 쌓아졌다. 동문처럼 서문은 아래 위 2개의 무사석 위에 장대석을 올려 평문 구조로 만들어졌다. 상당산성의 3개 문 중에 가장 특이한 구조를 가지고 있다. 성 밖으로 좌우에 방어에 쓰이는 옹벽을 만들고 문 안쪽에서 왼쪽으로 돌아야지 문루에 오를 수 있다. 이런 형식은 암문에서 볼 수 있는 방식으로 서문에 활용된 까닭은 비용을 줄이고 전술 효과를 늘리는 것에 있다.
1978년 복원된 이후, 문루여담, 육축구간 면석, 선단석이 이완 또는 기울어짐에 따라 문화재 전문가의 자문과 고증을 거쳐 성벽, 자연석 미석, 여장하부 1단 등을 2014년 10월부터 2015년 6월까지 해체하여 보수공사했다. 옛 서문의 위치는 미호문 밖 38m 떨어진 곳에 있다.

#### 공남문

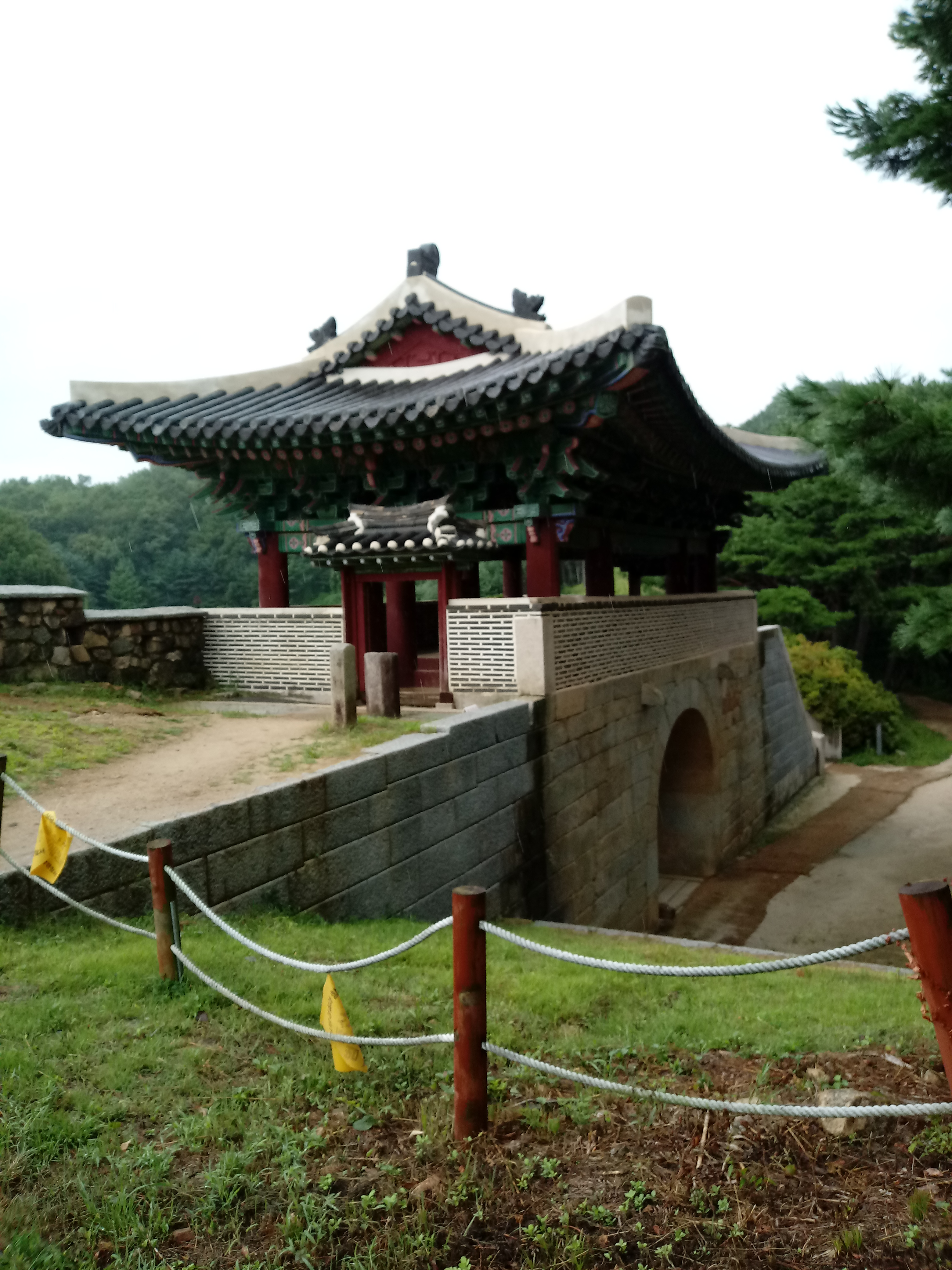
상당산성 공남문

### 암문
상당산성에는 동북 암문(동암문), 서남 암문(남암문)이 있다.

#### 남암문

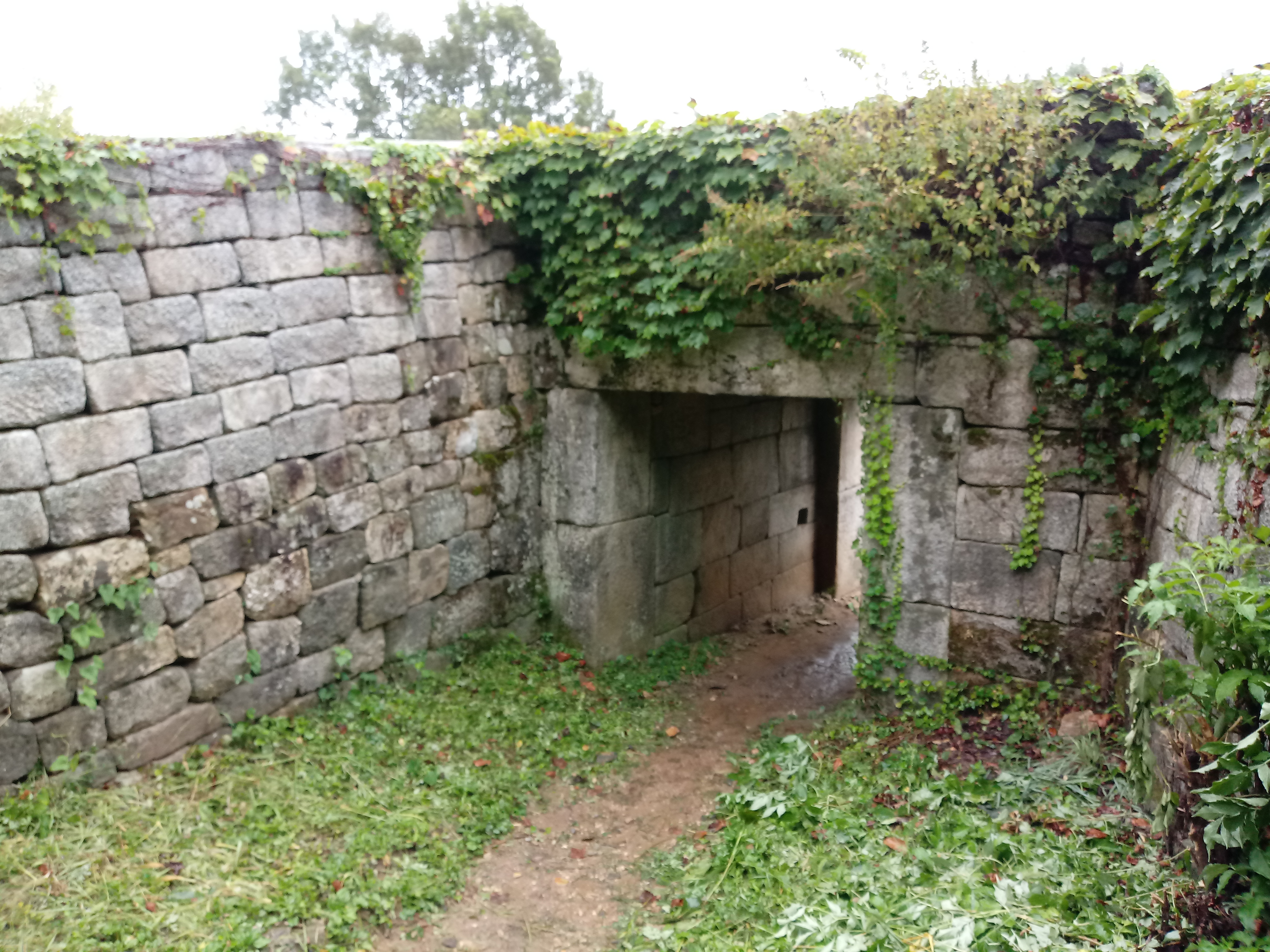
상당산성 서남암문

서남 암문은 남화문(南和門)이라고도 불렀다. 남쪽 방향 산줄기를 타고 약 1.7km 내려가 것대산 봉수대와 연결되는 위치에 남암문은 위치하고 있다. 남암문을 통해 적군의 후방으로 몰래 빠져나가 포위하거나, 산성 남쪽 교통로를 감시하였다. 남암문은 너비 166cm, 높이 172cm이며 문짝이 있고 빗장으로 걸어잠그는 방식으로 문을 닫았다.